# ハロー!NHKワールド JAPAN
『ハロー!NHKワールド JAPAN』（ハロー!エヌエイチケイワールド ジャパン）は、NHK総合テレビジョンならびにNHKワールドTV→NHKワールド JAPANで2015年4月5日から放送されている「NHKワールド JAPAN」の番組宣伝を主体としたテレビ番組である。
番組開始当初は『Doki Doki! ワールドTV』（ドキ ドキ! ワールドティーヴィー）であったが、NHKワールドの名称が2018年4月に「NHKワールド JAPAN」に変更されたため、同年10月7日の放送から番組名を『Doki Doki! NHKワールド JAPAN』（ドキ ドキ!エヌエイチケイワールド ジャパン）に、2023年3月26日の放送から『ハロー!NHKワールド JAPAN』に変更、併せてNHK国際放送局所属アナウンサーが進行する形に変更した。

## 概要
NHKの海外向け放送「NHKワールドTV」（当初）の番組を紹介する番組。当初の放送時間は10分間でゲストを迎えて番組を進行していたが、番組名が変更されたことに伴い放送時間が短縮。番組を紹介するだけの簡素なものに変更された。

## 出演者

### 現在の出演者
2023年3月の改題以降はNHK 国際放送局 World News部に所属するアナウンサーが不定期交替で担当する。
- 井上裕貴
- 古賀一（他部署と兼任[注 6]）
- 山口寛明
- 山本美希
- 芳川隆一
- ナレーション：赤羽根健治（声優、2023年4月24日 - ）

### 過去の出演者
- パトリック・ハーラン（パックンマックン）[1][2]
  - 番組開始時から2018年9月22日までは毎週出演、同年10月7日から2019年3月25日までは隔週出演。
- すみれ[2]（番組開始時 - 2015年9月20日）
- ホラン千秋[1]
  - 2015年9月27日から2018年9月22日までは毎週出演、同年10月7日から2019年3月25日までは隔週出演。
- 松井玲奈（2019年3月31日 - 2021年3月21日）
- ゆりやんレトリィバァ（2021年3月28日 - 2023年3月27日） - 番組のウェブサイト・番組表では「司会」と記載。
- 岩井勇気（ハライチ、2019年3月31日 - 2023年3月27日） - 声の出演、AIスピーカーの設定となっている。
- 田代杏子（出演時NHK 国際放送局 World News部。大阪放送局異動のため降板。2023年6月放送分）

## 現在の放送時間

### 総合テレビ

#### 本放送
- 日曜日 22:45 - 22:50（2022年6月5日より）

#### 再放送
- 月曜日 10:45 - 10:50（2023年4月10日より）[注 7]
- 土曜日 4:00 - 4:05（2022年4月9日より）

### NHKワールド JAPAN
NHKワールド JAPANでの放送時間は、2018年度後期以降変更されていない。日本標準時（JST）での放送時間（GMTは8時間遅れ、ESTは13時間遅れ）

#### 本放送
- 日曜日 20:50 - 20:55

#### 再放送
- 月曜日 1:50 - 1:55（日曜日深夜）
- 月曜日 5:50 - 5:55
- 月曜日 11:50 - 11:55

## 過去の放送時間

### 総合テレビ

#### 本放送
- 日曜日 22:40 - 22:50（2015年4月5日 - 2018年4月1日）
  - 『サンデースポーツ』の開始時間が22時以降の場合は、23時台あるいは月曜日未明（日曜日深夜）に放送。
- 土曜日 14:50 - 15:00（2018年4月7日 - 2018年9月22日）
- 日曜日 22:55 - 23:00（2018年10月7日 - 2021年4月4日）
  - 『NHKスペシャル』の終了時間が21時50分以降の場合は深夜帯に放送または放送なし）
- 日曜日 22:40 - 22:45（2021年4月11日 - 2022年4月3日）
- 日曜日 22:55 - 23:00（2022年4月10日 - 2022年5月29日）

#### 再放送
- 月曜日 3:50 - 4:00（日曜日深夜、2018年4月 - 2018年9月）
- 月曜日 3:50 - 3:55（日曜日深夜、2018年10月 - 2020年9月）
  - 大相撲期間中（『大相撲・幕内の全取組』が放送されるため）は上記の時間に放送。なお、放送休止が設定されている地域での放送は4:20 - 4:25（4:30）に放送。